# Heinrich Trierenberg
Heinrich Ferdinand Trierenberg (* 13. August 1913 in Cosel, Kreis Cosel, Provinz Schlesien; † 31. Oktober 2010 in Kiel) war ein deutscher Dichter-, Verwaltungsjurist und Sachbuchautor.

## Leben
Heinrich Trierenberg wuchs in Breslau auf. Nach dem Abitur am Elisabet-Gymnasium immatrikulierte er sich an der Schlesischen Friedrich-Wilhelms Universität für das Jurastudium, das er 1938 an der Friedrich-Wilhelms-Universität zu Berlin mit Staatsexamen und Promotion zum Doktor der Politikwissenschaften (Dr. rer. pol.) beendete. Nach Kriegsdienst und Vertreibung traf sich die Familie in Hessen wieder, wo er seinen Dienst in der Finanzverwaltung begann. Er war als Regierungsassessor bei den Entnazifizierungsverfahren in der Britischen Besatzungszone tätig. Zuletzt wirkte er als Leitender Regierungsdirektor in Wiesbaden.

## Publikationen (Auswahl)
- Die Bedeutung des Baurechts für die Gestaltung des Straßen- und Ortsbildes. Dissertation, Humboldt-Universität, Breslau 1939, DNB 571312705
- Heimat Breslau. Bild einer deutschen Stadt im Spiegel der Geschichte. Bildband. Mit elf Illustrationen von Heinz Georg Podehl (= Beziehungen Heimatlandschaften. Band 3), Verlag Kraft, Mannheim 1985, ISBN 978-3-8083-1037-3, zweite verbesserte Auflage
- mit Dietmar Stutzer: Reiseführer Schlesien. im Auftrag der Stiftung Kulturwerk Schlesien. Bergstadtverlag Wilhelm Gottlieb Korn, Würzburg 1991, ISBN 978-3-87057-114-6, zweite verbesserte Auflage
- Heimat Schlesien, Oderniederung. Von Ratibor bis Grünberg – Wiedersehen mit dem Schlesierland. Bildband. Illustrator Heinz Georg Podehl, Kraft Verlag, Würzburg 1992, ISBN 978-3-8083-1029-8, zweite Ausgabe
- als Hrsg.: Erich Fuchs (1890–1983). Leben und Brauchtum im Riesengebirge. Bildband. Im Auftrag der Stiftung Kulturwerk Schlesien, Bergstadtverlag Wilhelm Gottlieb Korn, Würzburg 1993, ISBN 3-87057-165-9
- mit Mariola Malerek (Hrsg.): Reisewege zu historischen Stätten in Niederschlesien. Reiseführer. Verlag Laumann, Dülmen 1996, ISBN 978-3-87466-251-2
- mit Antoni Bok: Rathäuser in Niederschlesien. Deutsche Geschichte – Polnische Gegenwart. Bergstadtverlag Wilhelm Gottlieb Korn, Würzburg 2003, ISBN 3-87057-258-2

## Auszeichnungen
- 1996: Bundesverdienstkreuz 1. Klasse
- 1996: Verdienstmedaille des BdV-Landesverbandes Hessen
- 1998: Schlesierschild
- 2002: Kulturpreis Schlesien des Landes Niedersachsen